# Arsenal (armamento)

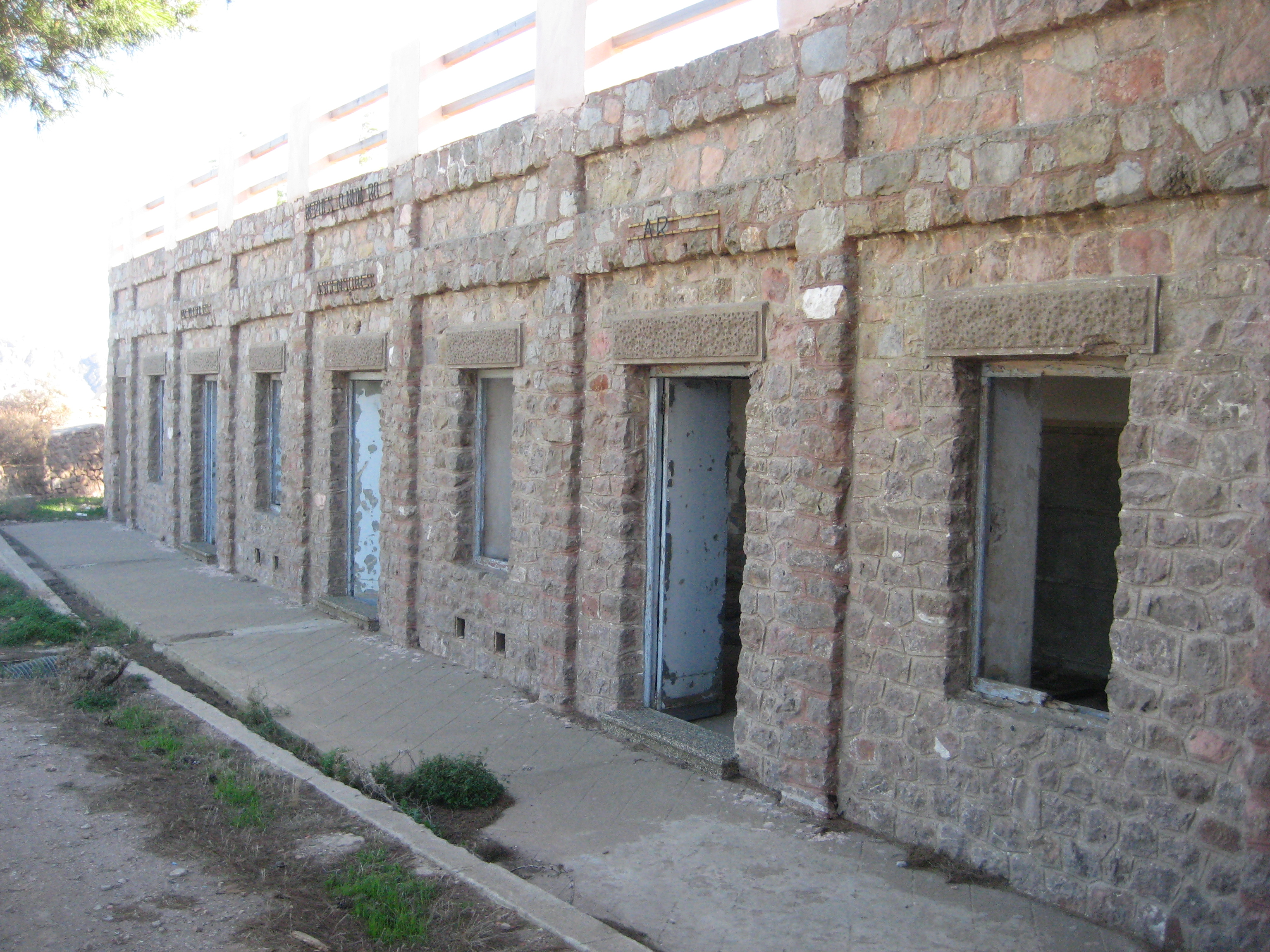
Almacén de proyectiles de la Batería Aguilones en Escombreras, España.

Un arsenal de armas es un edificio destinado a la construcción, reparación, almacenamiento y distribución de armamento y munición. 
El arsenal puede proporcionar el equipo necesario a un ejército. Puede estar formado por una fábrica de armas, un laboratorio, una fábrica de arneses, cueros y tiendas y una fábrica de explosivos; asimismo, debe contar con numerosos almacenes.
Otro tipo de arsenal es aquel en el que a las fábricas las sustituyen talleres. La ubicación del arsenal es resultado de consideraciones de carácter táctico; si se trata del arsenal inicialmente citado debe estar situado en una base de operaciones, una zona localizada lejos de la frontera y resguardada de ataques enemigos donde sea factible extraer con facilidad los recursos del territorio. Las defensas con las que cuenta este tipo de edificio deben ser similares a las de una fortaleza.
Este tipo de arsenal se encuentra dividido en tres departamentos: ventas, construcción y administración.
- Dentro del departamento de ventas se encuentran los siguientes subdepartamentos: departamento de distribución y recepción, departamento de diseño, departamento de armas, munición, arneses, cueros, pertrechos, equipo de campo, herramientas e instrumentos, departamento de ingeniería, almacén de madera y desguace.
- Dentro del departamento de construcción se ubican la fábrica de armas, las fábrica de transportes, el laboratorio, la fábrica de armas de mano, la fábrica de arneses y equipo de campo y la fábrica de explosivos, en el otro tipo de almacén los talleres sustituyen a las fábricas anteriormente citadas.
- Al frente del departamento de administración se encuentra el director general del arsenal; asimismo, forman el cuerpo administrativo funcionarios militares y civiles, suboficiales, artificieros militares, capataces civiles, operarios, obreros y empleados.

En las factorías se requiere una labor ejecutiva y administrativa eficiente y económica; en los departamentos de ventas se necesita un conocimiento de todos los utensilios bélicos disponibles. Frederick Taylor introdujo el taylorismo en los arsenales.

## Etimología
Su origen es el resultado de la transformación del término árabe dār aṣṣinā‘ah, «casa de comercio» o «fábrica». El término arsenal figura bajo diversas formas en las distintas lenguas romances - de las cuales la han adoptado las lenguas germánicas; en italiano arsenale, en español arsenal, etc. Asimismo los términos italianos arzana y dársena y los españoles atarazana y dársena resultan de la derivación de esta expresión.
Otros términos alternativos son arx navalis, «ciudadela naval»; o arx senatus.

## Arquitectura
Este edificio que a imitación de los antiguos, se colocan en las ciudades fortificadas se compone de un patio principal, alrededor del cual hay una porción de pórticos destinados a recibir la artillería confeccionada y clasificada por series, tal como los cañones, morteros, obuses, arcones, carruajes de transporte, etc., de una sala de armas para que contenga los fusiles, las armas blancas y toda especie de fornituras y de un pabellón para administración, con habitación para el administrador y empleados.
En otros patios secundarios deben estar los talleres de carretería, cerrajería, fundición, carpintería, almacenes de materiales y en la parte más aislada un pequeño almacén de pólvora. Este edificio debe estar colocado a la orilla de un gran río para facilitar los transportes de materiales y armas a los puntos del país que fueren necesarios. Sus muros de cerramiento deben estar en cuanto sea posible, rodeados de un canal.

## Historia

### Antigüedad
Los egipcios, en pinturas procedente de Tebas representaron arsenales, como los encontrados en el palacio de Ramsés IV, en una escena de distribución de armas. Otro ejemplo es una colección de armas de la Dinastía XVIII.
El pueblo hebreo también conoció los arsenales bajo la forma de simples depósitos, pues tales eran los que estableció Salomón en su palacio del Líbano, y su hijo Roboam en las principales ciudades de su Reino. Ocozías los aumentó notablemente dotándolos de máquinas de asedio.
Los griegos tenían sus arsenales (hopliterion) en las acrópolis de sus polis (ciudades), en forma de sencillos depósitos de armas, como los de los otros pueblos de la Antigüedad.
En cuanto a los romanos, Cicerón habla de un arsenal como un depósito de armas; lo mismo que Tito Livio, quien afirma que en tiempos de la República los ejércitos romanos tenían arsenales en los que se fabricaban y guardaban las armas y máquinas de guerra.